# 譲原昌子
譲原 昌子（ゆずりはら まさこ、1911年（明治44年）11月14日 - 1949年（昭和24年）1月12日）は、昭和期の小説家。本名は船橋 きよの。
長く暮した樺太を舞台とした作品を多く著し、3回に渡り芥川賞候補にもなったが、若くして没した。

## 生涯
1911年（明治44年）11月14日 、 茨城県東茨城郡沢山村大字阿波山にて、同地生れの父・船橋捨吉と、 神奈川県足柄下郡生れの譲原スヽの間に、長女として生れる。但し出生地は、本人の略年譜では「北海道空知の国」となっている。また、豊原高女の同級生である高木秀子はきよのを「養女」であると述べており、昌子による「抒情歌」「泉」などの自身をモデルとした作品でも「もらい子」となっている。
物心つく頃、父母に連れられ樺太へ移り住む。父・捨吉は富士製紙の製材部に職を得て、落合町に居を定めた。1925年（大正14年）3月、きよの14歳のときに、妹・優美子が生れる。但し右遠俊郎は、この際に母・スヽが44歳であることや、「泉」に登場する姉妹は共にもらい子であることを挙げて、「あまり根拠のない推理」としながらも、優美子もまた養女ではないかと推察している。
1928年（昭和3年）、樺太庁豊原高等女学校を卒業するが、補修科（自筆年譜では師範科）に残る。修了後、樺太庁小学校尋常科訓導の資格を得て、18歳にして落合第二小学校に勤め始める。
1933年（昭和8年）、真岡第二小学校に転任、真岡町に居を移す。既に地元誌に短歌を発表していたが、この年に創刊された『文芸首都』に詩や小説の投稿を始め、掲載される。1934年（昭和9年）5月、父・捨吉が病没。以後、『文芸首都』『樺太（地元誌）』『ポドゾル』などに、詩、小説、随筆などを盛んに執筆する。1938年（昭和13年）、「樺太」で九鬼賞を受賞。
1939年（昭和14年）、『文芸首都』2月号に発表した「朔北の闘ひ」が、昭和14年上半期の第九回芥川賞候補となる。2月、母・スヽが死去。
1941年（昭和16年）3月、12年間勤めた小学校訓導の職を辞し、妹・優美子と共に上京する。芝区新橋の四畳半アパートに2人で居を構えた。この頃、上京前に「早稲田文学」に発表した「抒情歌」が、昭和16年上半期の第十三回芥川賞候補となる。
1943年（昭和18年）には、『新作家』1月号及び2月号に発表した「故郷の岸」が、上半期の第十七回芥川賞候補となり、「泉」が樋口一葉賞候補となる。
終戦後、社会の混乱で職を失い、困窮の日々を露天商として過ごす中、1946年（昭和21年）の夏より結核を発症する。しかし同人誌『民情通信』に加入して作家活動を続け、同年11月には、生前唯一の著書『朔北の闘ひ・抒情歌』が札幌の篁書房から刊行された。
1947年（昭和22年）2月、『文学の旗』に発表した「死なない蛸」が新日本文学会の新日本文学第一回創作コンクールに入賞。
1948年（昭和23年）1月には、宮本百合子とNHKのラジオで「民主的文学について」という題で対談しており、6月には日本共産党に入党している。しかし病状の悪化により、10月、身辺を整理して清瀬の国立東京療養所に入院。
1949年（昭和24年）1月12日、徒歩で手術室へ向う途中、心臓発作を起し急死。37歳と2ヶ月であった。遺骨は身寄り不明のまま、全て青山霊園の無名戦士の墓へ納められた。

## 著書
- 「朔北の闘ひ・抒情歌」（篁書房、1946年）

### 没後刊行
- 川端康成ほか編「日本小説代表作全集（第20巻）」（小山書店、1949年） - 「朝鮮ヤキ」を収録。
- 「故郷の岸」（同成社、1985年）
- 「朔北の闘い」（同成社、1985年）
- 「闘い・女の宿」（同成社、1988年）
- 黒川創ほか編「満洲・内蒙古/樺太（<外地>の日本語文学選・第2巻）」（新宿書房、1996年） - 「朔北の闘い」を収録。
- 格清久美子編「樺太編 1・譲原昌子作品集（日本植民地文学精選集・第44巻）」（ゆまに書房、2001年） - 以下の作品を収録。
  - 「母…幼子…女」「泣けぬ心」「青き海」「父親」「自嘲」 「虚無」「逃避術」「地図」「童話」「魚」「町に氾濫する馬車」「荒海」「舟」「白系ろしやの人たち」「混沌」「岩香蘭」「蟹の悲劇」「氷下魚」「闘ひ」「真岡炎上記」「やどかり」「世俗」「金歯」「アパート鳴海館」「山は霙」「小鳥も帰る」「雪崩」「雪の道づれ」「朔北の闘ひ」「雪の駅逓」「芥水」「焚火」「靴」「郷愁」 「章子といふ女」「樺太のことあれこれ」「雪明り」「つんどらの碑」「朝鮮ヤキ」「とこんぼ時計」「北極星」
- 浅田次郎・奥泉光・川村湊・高橋敏夫・成田龍一編「帝国日本と朝鮮・樺太（コレクション戦争と文学・第17巻）」（集英社、2012年） - 「朝鮮ヤキ」を収録。